# 귀여워서 미안해
〈귀여워서 미안해〉(일본어: 可愛くてごめん 가와이쿠테 고멘[*])는 일본의 크리에이터 유닛 HoneyWorks의 노래다.
HoneyWorks의 악곡 시리즈인 프로젝트 《고백실행위원회 ~연애 시리즈~》 및 TV 애니메이션 《히로인이라는 자! ~미움받는 히로인과 비밀스러운 일~》의 등장 캐릭터 나카무라 치즈루(츄땅(CV: 하야미 사오리))의 캐릭터송이다. 2022년 11월 18일에 뮤직 비디오가 니코니코 동화와 유튜브에 투고되어 2022년 11월 21일에 디지털 한정 싱글로 발매되었다.

## 노래 해설
《고백실행위원회 ~연애 시리즈~》에 있어, 나카무라 치즈루가 작품 중에 등장하는 아이돌 유닛 LIP×LIP의 오시 중에 보여주는 또 다른 얼굴 츄땅으로서의 활약을 그린 노래다.
리얼 사운드의 라이터 Z11은 노래의 가사에 HoneyWorks다운 포지티브함이 유감없이 발휘되고 있어 후렴구의 'Chu! 귀여워서 미안해', '태어나 버려서 미안해'라고 하는 악구에 자기 긍정감이 높은 포지티브함이 표현되고 있다고 평했다. TikTok 내에서는 메이크업 동영상에서의 노래 인용이 많고, 자기 긍정감을 높이는 곡의 친화성이 높다고 말했다.

## 반향·평가
노래는 TikTok에서 가사에 맞춰 손키스를 하거나 사과를 하거나 뺨에 손을 대는 포즈를 하는 댄스 동영상에서 인기에 불이 붙어 노래에 맞춰 춤을 추는 〈귀여워서 미안해〉 챌린지가 개최 되는 등 큰 반향을 불렀다. 2022년 8월에 동인 버전 〈귀여워서 미안해(feat. 카피)〉가 선행 발매되면서 같은 해 9월경부터 유행해, 12월에는 이름이 알려진 K-POP 그룹의 멤버가 댄스 동영상을 투고하는 등, 국내외에 파급되었다.
빌보드 재팬에 의한 TikTok 차트 《TikTok Weekly Top 20》에서는, 카피 가창 버전이 6주 연속으로 1위를 획득했다.

## 뮤직 비디오
뮤직비디오는 2022년 11월 18일에 공개되었다.
- 일러스트: TMK
- 동영상: Kanata